# Роджер Ейлс
Роджер Юджин Ейлс (англ. Roger Eugene Ailes; нар. 15 травня 1940 — пом. 18 травня 2017) — американський телевізійний менеджер та медіаконсультант.
Роджер Ейлс був засновником та колишнім головою і головним виконавчим директором Fox News і телеканалу Fox Television Group, з якого він пішов у відставку в липні 2016 року після заяв про його сексуальні домагання до колег-жінок. Працював медіаконсультантом у президентів-республіканців Річарда Ніксона, Рональда Рейгана та Джорджа Буша. У 2016 році був радником президентської кампанії Дональда Трампа, де він допомагав у підготовці та проведенні дебатів.

## Молодість
Роджер Ейлс народився і виріс у заводському місті Воррен (штат Огайо) в родині Донни Марі (англ. Cunningham) та Роберта Юджина Ейлса, що працював на заводі бригадиром. В молодості він хворів на гемофілію і лікувався в медичних закладах.
Ейлс навчався у міських школах Воррена, а потім був переведений до Distinguished Alumni Hall Warren High School.
В 1962 році Ейлс зі ступенем бакалавра закінчив Університет Огайо в місті Афіни штату Огайо за спеціальністю «радіо і телебачення». Паралельно він працював менеджером студентської станції WOUB.

## Кар'єра

### Телебачення
Кар'єра Роджера Ейлс на телебаченні почалася в Клівленді та Філадельфії Він розпочинав з посади помічника керівника (1962), а потім був продюсером (1965) та виконавчим продюсером (1967—1968 роки) KYW-TV тодішнього ток-вар'єте на місцевому телебаченні. Він тут продовжував працювати виконавчим продюсером шоу, коли став відомим на національному рівні. У 1968 році Роджер Ейлс був нагороджений премією Еммі.
В 1967 році брав участь у дискусію про телебачення в політиці з одним з гостей шоу Річардом Ніксоном, який висловив думку, що телебачення було дивиною. Пізніше Ніксон покликав Ейлса працювати його виконавчим продюсером на телебаченні. Успішна кампанія з виборів президента Ніксона була першим досвідом Ейлса у великій політиці.

### Політичний консалтинг
У 1984 році Р.Ейлс брав участь в організації президентської кампанії з переобрання Рональда Рейгана. У 1987 та 1988 роках Р.Ейлс працював разом із Лі Атуотером для перемоги Джорджа Буша в республіканському праймеріз і пізніше допоміг Бушу перемогти демократа Майкла Дукакіса на президентських виборах 1988 року.
Після невдалої кампанії з обрання Діка Торнбурга до Сенату США в Пенсільванії в листопаді 1991 року Р.Ейлс оголосив про свій вихід з політичного консалтингу в 1992 році.

### Книга
У 1988 році Ейлс разом з давнім помічником Джоном Крошаром написав книгу You Are the Message: Secrets of the Master Communicators, в якій він обговорював деякі філософські погляди і стратегії для успішного формування громадської думки.

### Президент CNBC та America Talking channel
Ейлс, врешті-решт, повернувся на телебачення, на цей раз зосередивши увагу на новинах для кабельних мереж. У 1993 році він став президентом CNBC, а потім створив канал «America Talking channel», який у загальному підсумку став MSNBC. Потім він потоваришував з Рупертом Мердоком у 1996 році. Це допомогло йому стати генеральним директором Fox News.

### Генеральний директор компанії Fox News
7 жовтня 1996 року Роджер Ейлс був призначений генеральним директором Fox News

### Голова Fox Television Stations Group

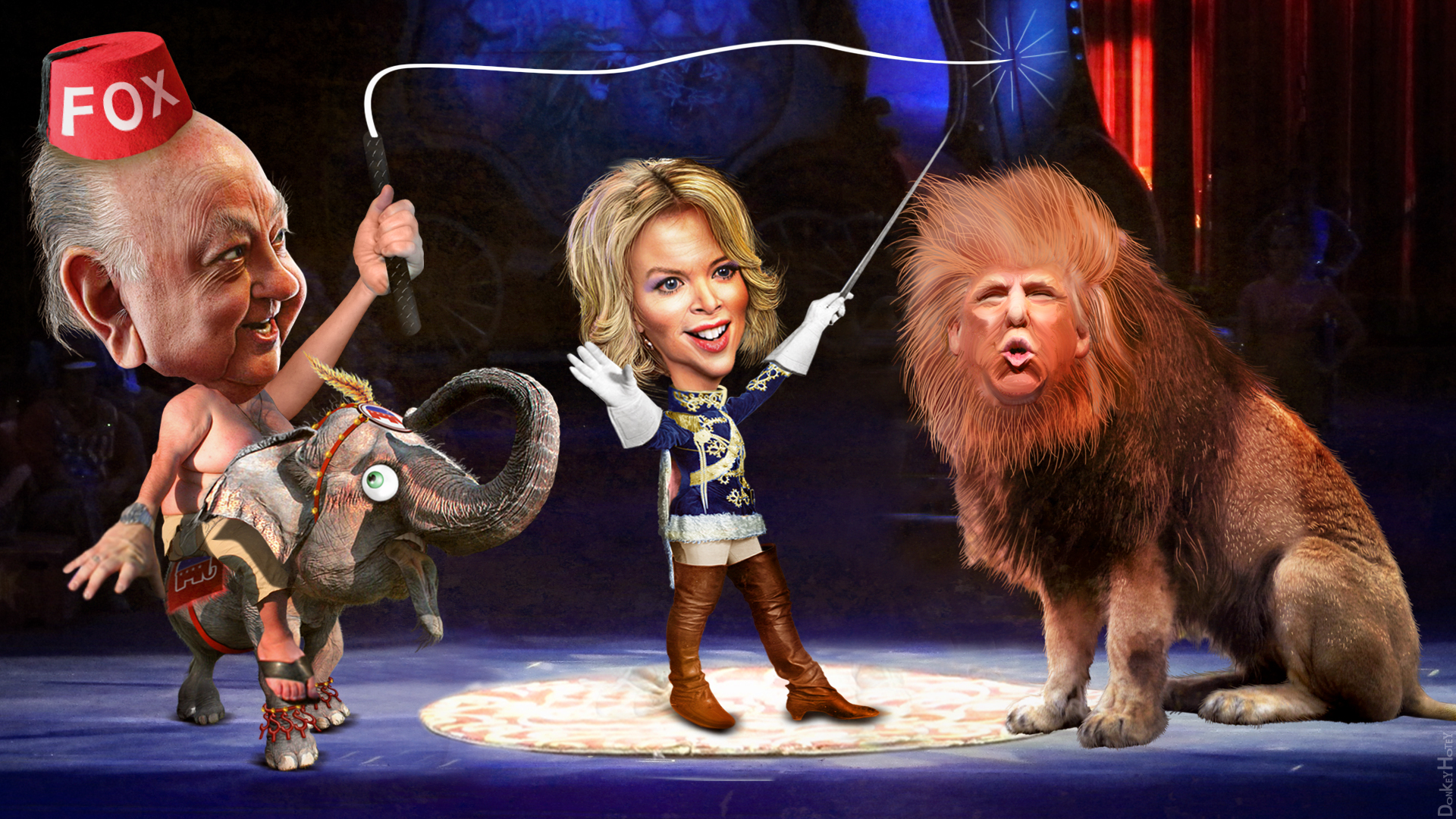
Fox News — Найбільше шоу на Землі

Після уходу Лаклана Мердока з News Corporation, Р.Ейлса 15 серпня 2005 року призначили керівником Fox Television Stations Group.
Роджер Ейлс у жовтні 2005 року запросив колишнього виконавчого директора CBS Денніса Суонсона на посаду президента телевізійних студій групи Fox. Крім того, відбулися зміни і в програмах новин зі стандартизацією Фокс Ньюс Чаннел: графіка, перероблені студії, зміни формату новин. Також було анонсовано нове ранкове телешоу під назвою «Ранкове шоу з Майком і Джульєттою» англ. «The Morning Show with Mike and Juliet».
У жовтні 2012 року його контракт з мережею був продовжений ще на чотири роки — до 2016 року. Якби він був завершений, то Ейлс працював на посаді глави Фокс Ньюс Чаннел протягом 20 років. Умови заробітної плати не були оприлюднені, хоча його прибуток за 2012 фінансовий рік склав 21 млн доларів включно з бонусами.

### Звинувачення у сексуальних домагання та відставка
У книзі, виданій в 2014 році, Габріель Шерман стверджував, що в 1980-х роках, Роджер Ейлс пропонував телепродюсеру інтимну близькість з ним.
6 липня 2016 року Гретхен Карлсон із Fox News подала позов проти Р.Ейлса у сексуальних домаганнях. Карлсон стверджувала, що вона була звільнена за відмову.
Р.Ейлс через свого адвоката Сьюзен Естріч заперечував всі ці звинувачення.
Три дні потому Габріель Шерман повідомив імена шести жінок (дві публічно і чотири анонімно), які стверджували про сексуальні домагання з боку Р.Ейлса.
У відповідь адвокат Ейлса розповсюдила заяву: «Стало очевидно, що пані Карлсон та її адвокат відчайдушно намагаються оскаржувати це в пресі, тому що вони не мають ніяких юридичних справ для сперечання. Останні твердження, про події 30-50 річної давності, є помилковими».
18 липня журнал «New York Magazine» повідомив, що внутрішній огляд з претензію Карлсон було розширено в ширший огляд стратегічного управління Р.Ейлса. Він також показав, що Руперт Мердок та його сини Лаклан і Джеймс, побачили достатньо інформації в попередньому огляді для висновку, аби Р.Ейлс пішов з посади. Вони не погодилися про терміни. Джеймс хотів звільнити Р.Ейлса негайно, в той час, як Руперт і Лаклан хотіли почекати, поки відбудеться Республіканська Національна конвенція 2016 року.
21 липня Ейлс пішов з Fox News, отримавши $40 млн від Fox за договором у разі відставки. Руперт Мердок змінив його на посту голови і тимчасового генерального директора до оголошення нового призначення.
У листі Мердоксказав: "Я не дозволю відвертатися від щоденної роботи, щоб гарантувати, що Fox News і Fox Business бути і надалі лідерами телеіндустрії. Р.Ейлсу було висловлено подяку за його роботу, без згадки звинувачень. Він повинен був продовжувати консультувати Мердока і 21st Century Fox до 2018 року.

## Особисте життя
Роджер Ейлс був одружений тричі. Його перші два шлюби закінчилися розлученням. Він 14 лютого 1998 року одружився з Елізабет Тілсон (народилась в грудні 1960 року). До цього вона була власницею і видавчинею місцевої газети штату Нью-Йорк «The Putnam County News & Recorder» і «The Putnam County Courier». У них народився один син з Елізабет.
Ейлс жив в місті Кресскіл у штаті Нью-Джерсі.

## Смерть
Роджер Ейлс помер 18 травня 2017 року у своєму будинку в Палм-Біч (Флорида). Про його смерть першою оголосила дружина, Елізабет, в заяві на Drudge Report: "З глибоким сумом і розбитим серцем хочу повідомити, що мій чоловік Роджер Ейлс помер сьогодні вранці.

## Біографія
- Kerwin Swint (2008). Dark Genius: The Influential Career of Legendary Political Operative and Fox News Founder Roger Ailes. Union Square Press. ISBN 978-1402754456.
- David Brock (2012). The Fox Effect: How Roger Ailes Turned a Network into a Propaganda Machine. Anchor. ISBN 978-0307279583.
- Ze'ev Chafets (2013). Roger Ailes: Off Camera. Sentinel. ISBN 978-1-59523-108-6.
- Gabriel Sherman (2014). The Loudest Voice In The Room: How The Brilliant, Bombastic Roger Ailes Built Fox News – And Divided A Country. Random House. ISBN 978-0-8129-9285-4.